# Deutsche Schule Las Palmas de Gran Canaria
Die Deutsche Schule Las Palmas de Gran Canaria beziehungsweise das Colegio Alemán Las Palmas de Gran Canaria ist eine anerkannte Deutsche Auslandsschule auf Gran Canaria. 1920 wurde sie durch die Initiative von einigen deutschen Familien gegründet. Die Deutsche Schule Las Palmas de Gran Canaria ist eine Begegnungsschule, die den interkulturellen Austausch zwischen deutscher und spanischer Kultur und Lebensweise fördert. Die Schüler erhalten eine bikulturelle und bilinguale Ausbildung und schließen ihre Schullaufbahn in der Regel sowohl mit dem Deutschen Abitur als auch mit dem Bachillerato ab. Das Schulgelände liegt etwas außerhalb der Stadt Las Palmas im Vorort Almatriche in der Straße „Calle Lomo del Drago“. Die Schule trägt das Gütesiegel BLI als Exzellente Deutsche Auslandsschule.

## Abschlüsse
Die Schule besitzt nach einem Beschluss der Kultusministerkonferenz  von 1990 die Berechtigung zur Durchführung des Abiturs für deutsche und spanische Schüler am Ende der zwölften Klasse. Das nach erfolgreichem Abschluss an der Schule erworbene Abitur berechtigt zum Studium an einer Hochschule in der Bundesrepublik Deutschland.
Auf der Grundlage des Real Decreto 806/1993 des Königreichs Spanien berechtigt das Abitur ebenfalls zum Studium an einer spanischen Hochschule. Daneben bereitet die Schule auch auf die freiwillige zusätzliche PAU-Prüfung (Pruebas de Acceso a la Universidad) vor und nimmt diese an der Schule selbst ab. Durch Beschlüsse der KMK vom 15. Januar 1982 bzw. 1988 besitzt die Schule auch die Berechtigung, nach entsprechender bestandener Prüfung den Hauptschulabschluss  und den Realschulabschluss zu vergeben.

## Geschichte
Im Jahr 1920 wurden an der neu gegründeten  Deutschen Schule in Las Palmas zunächst nur 7 Schüler unterrichtet. 1927 besuchten die Schule dann insgesamt 25 Schüler. Fünf Jahre später erfolgte der Einzug in ein neu gebautes Schulgebäude in der Calle Grau Bassas. 1937 eröffnete der erste Kindergarten an der Schule. Nach vorher steigenden Schülerzahlen führte der 2. Weltkrieg zu einem Absinken auf nur noch 35 Schüler. 1945 erfolgte die zwangsweise Auflösung des Schulvereins und eine Beschlagnahmung des Grundstücks und des Schulgebäudes. 1947 gelang ein Neubeginn der Deutschen Schule als Colegio y Academia de Idioma. Seit 1950 erhält die Schule finanzielle Unterstützung durch die Bundesrepublik Deutschland. Später erfolgte die Einrichtung von Klassenräumen und eines Kindergartens in der Calle Lucas Fernández. 1967 erfolgte die offizielle Anerkennung der Deutschen Schule Las Palmas als Deutsche Auslandsschule, ein Jahr später die Staatliche Anerkennung als spanische Privatschule. Seit 1969 werden die deutschen Prüfungen der Schule auch offiziell in Spanien anerkannt. Seit 1971 wird das integrierte System – das sogenannte Bachillerato Mixto – in den Klassen 5 bis 8 umgesetzt.
1977 konnte der Umzug in das neue Gebäude in Almatriche am Lomo del Drago erfolgen. Zwanzig Jahre später, 1997, wurde dort das neue Auditorium „Harald Flick“ durch den damaligen Vorsitzenden des Schulvereins, Günter Kollberg, und Schulleiter Walter Heist eingeweiht. Nach langer Planung konnte 2017 ein weiterer Neubau auf dem Schulcampus bezogen werden.

## Galerie

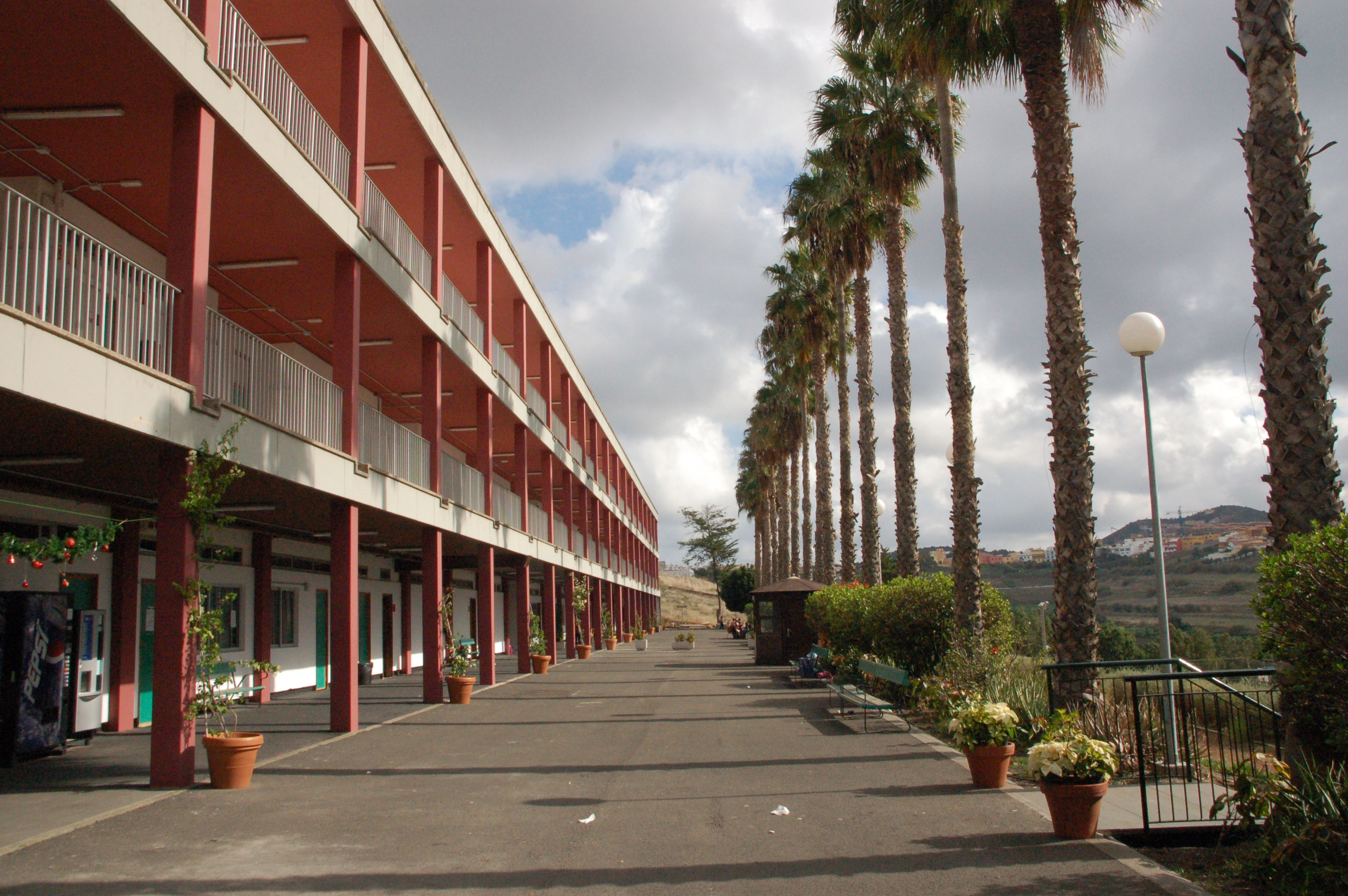
Pausenhof und Schulgebäude
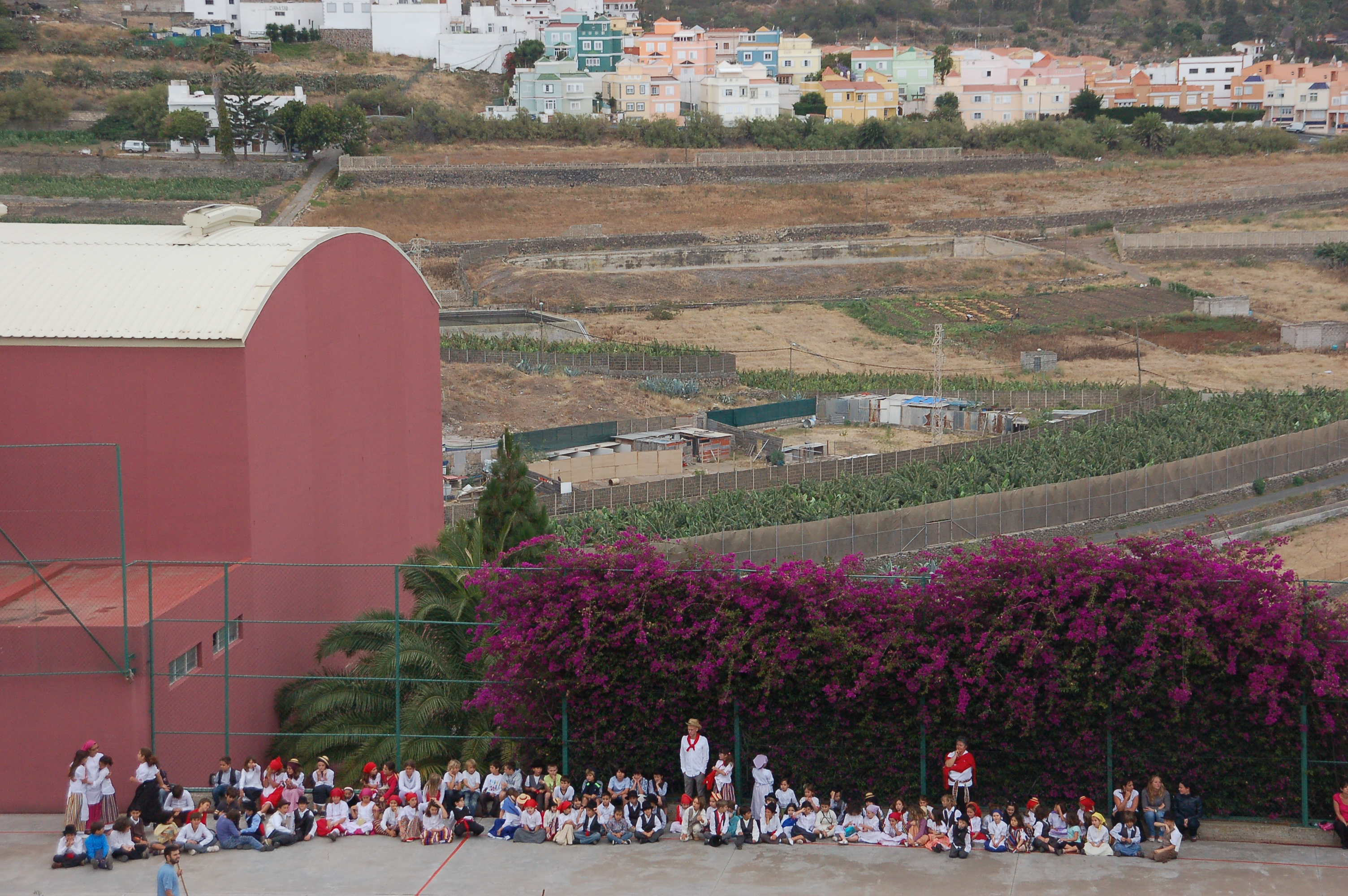
Sporthalle und „Cancha“ zum Dia de Canarias
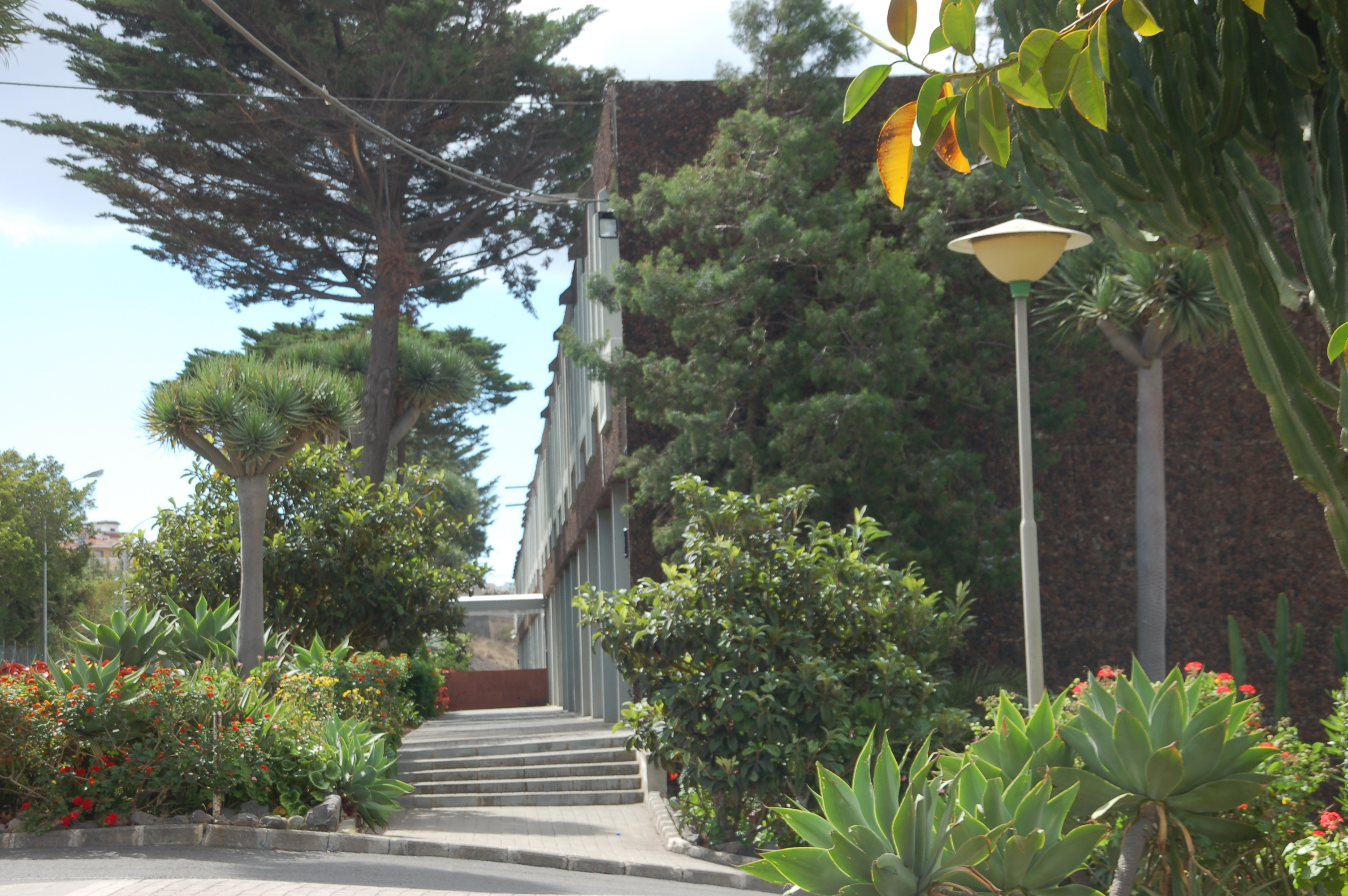
Vorderer Bereich
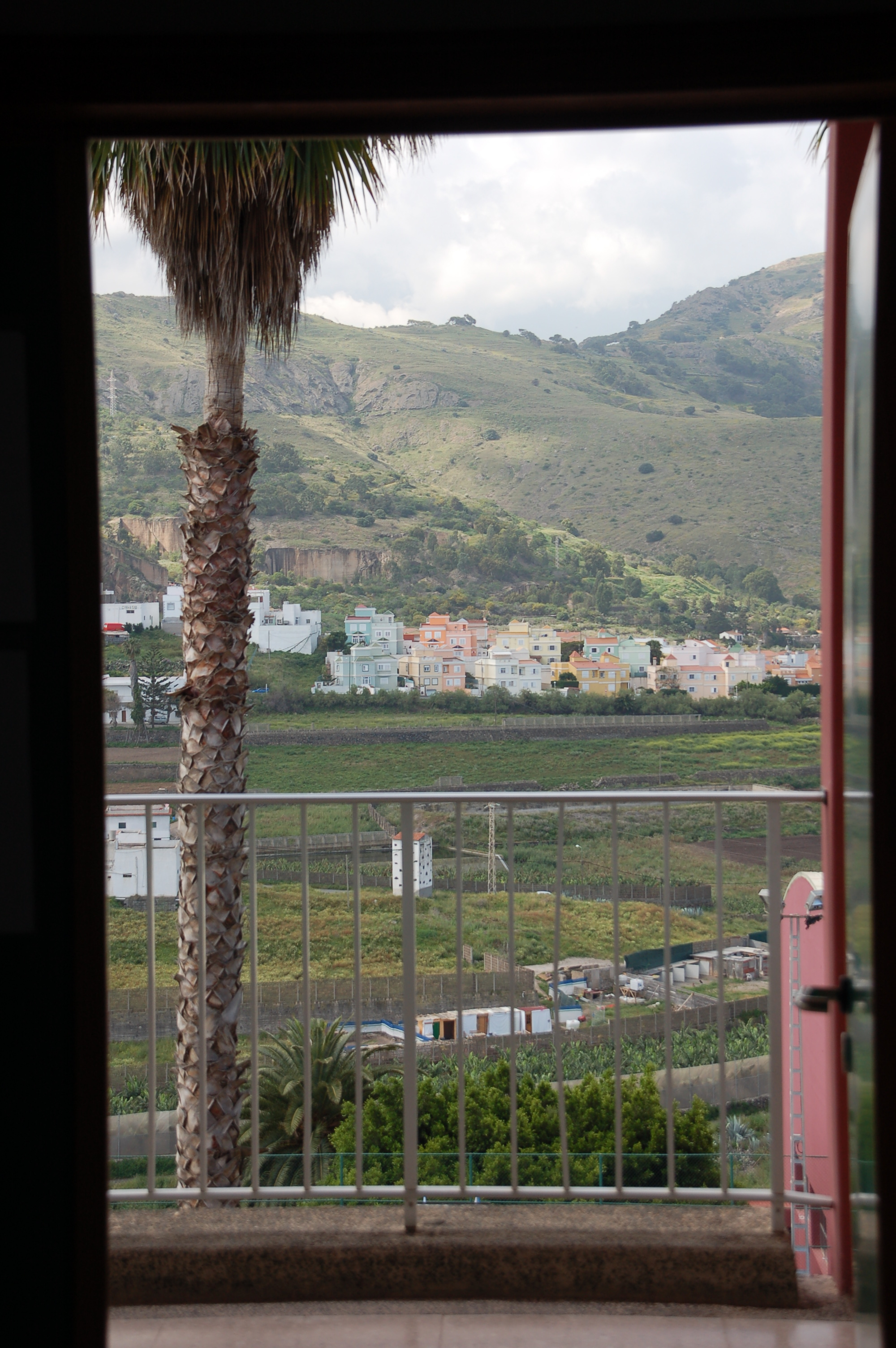
Blick aus einem Unterrichtsraum
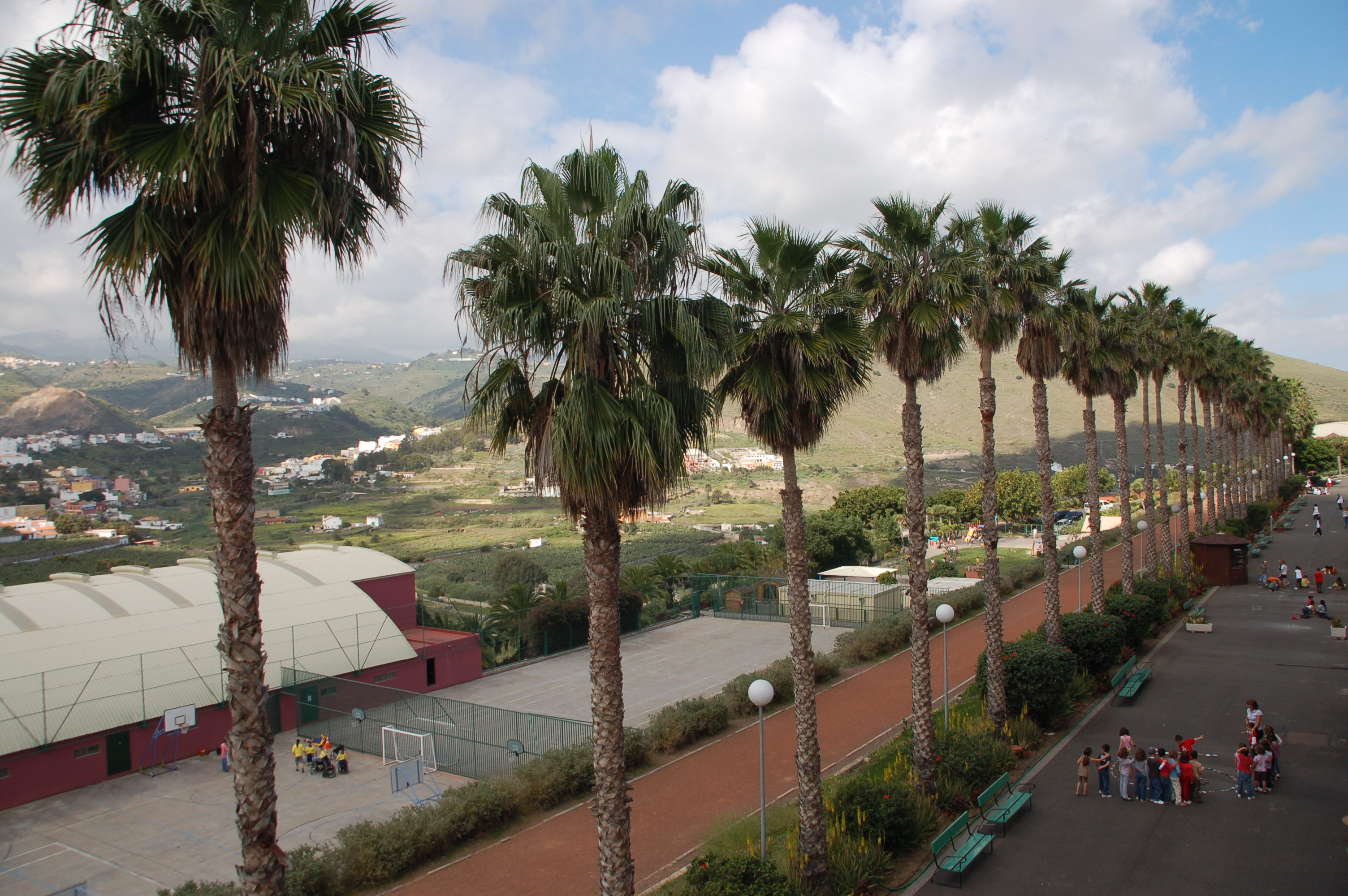
Cancha und Pausenhof
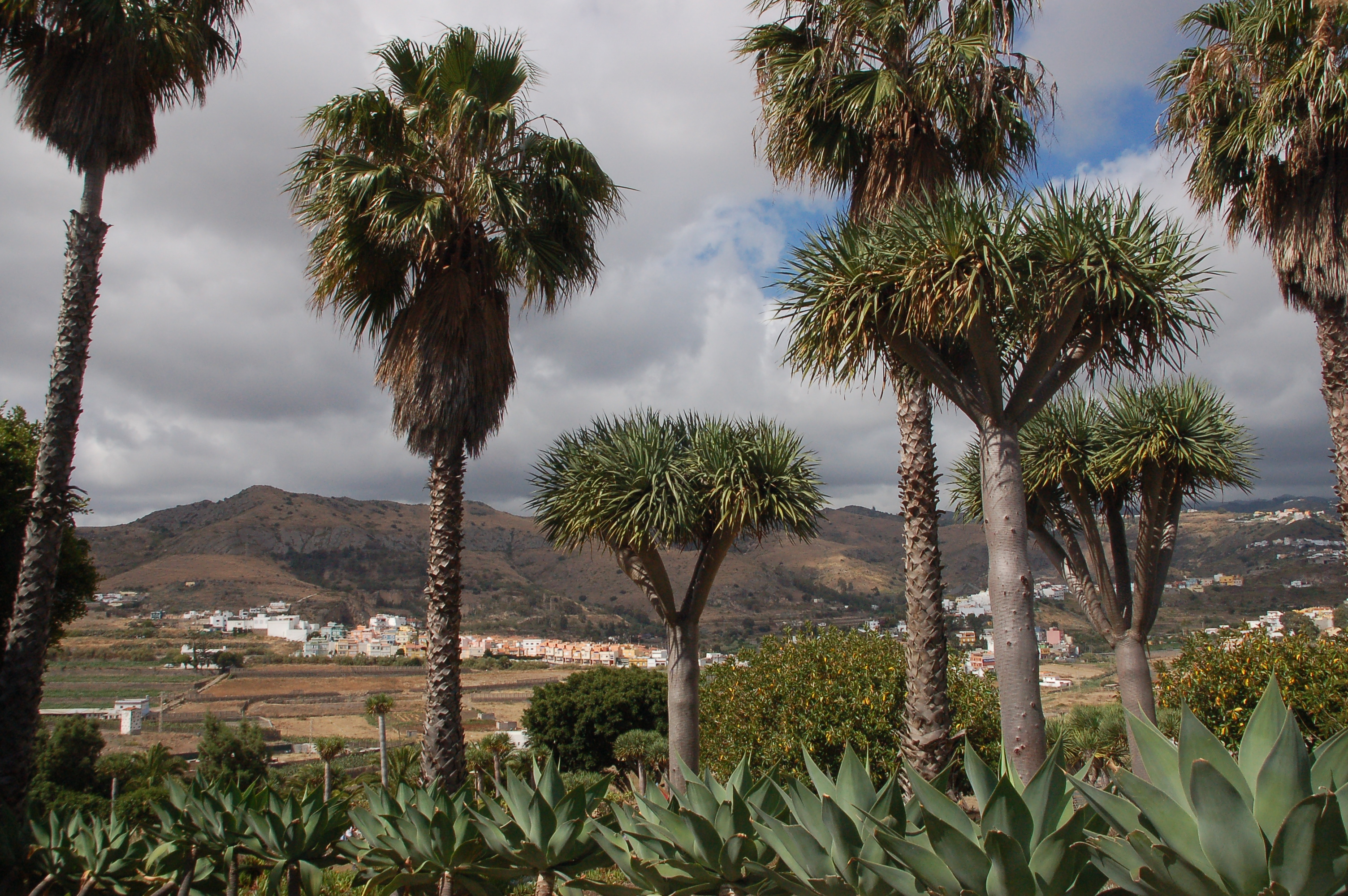
Blick von der Cafeteria
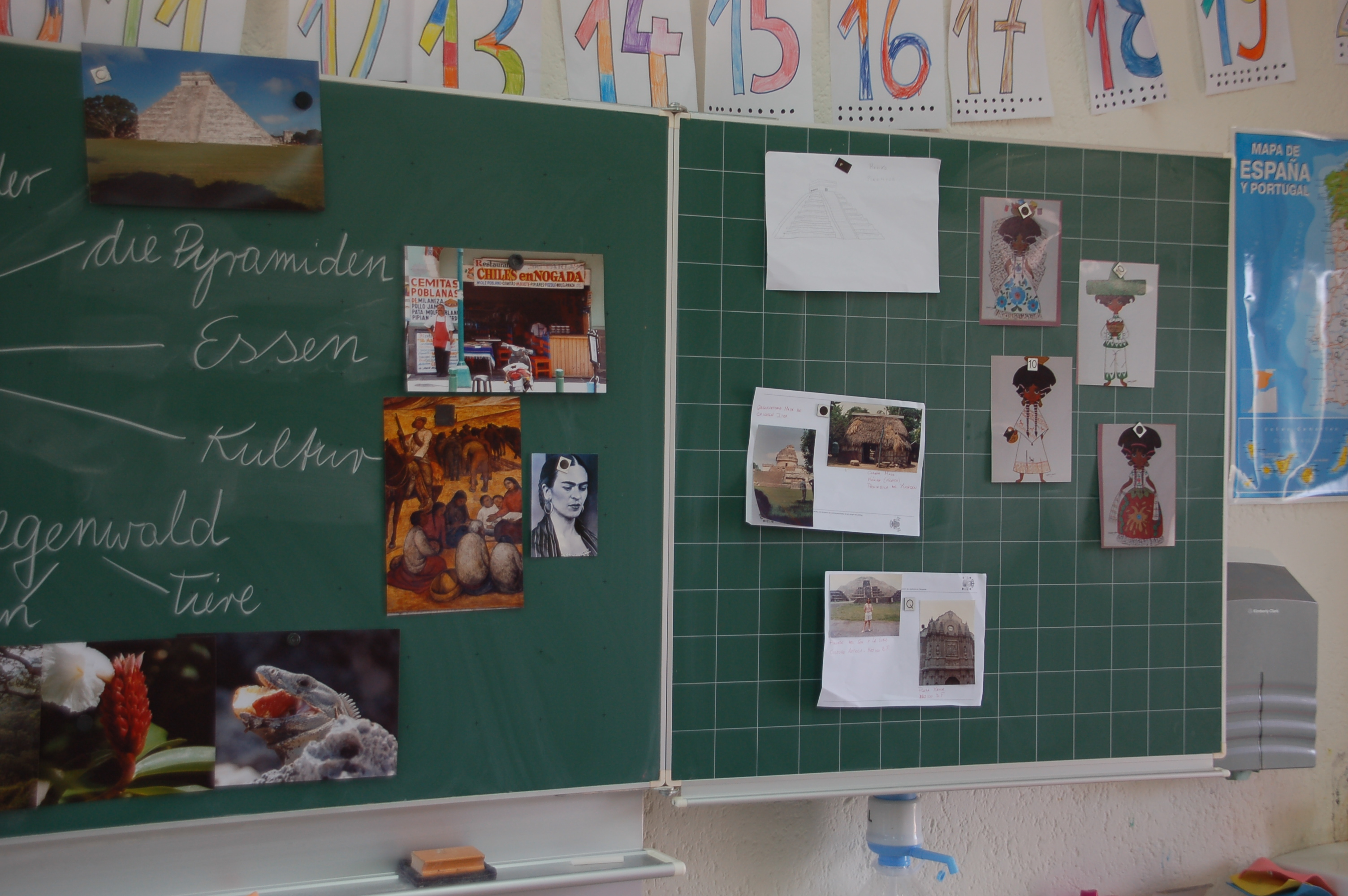
Projektarbeit der Grundschule
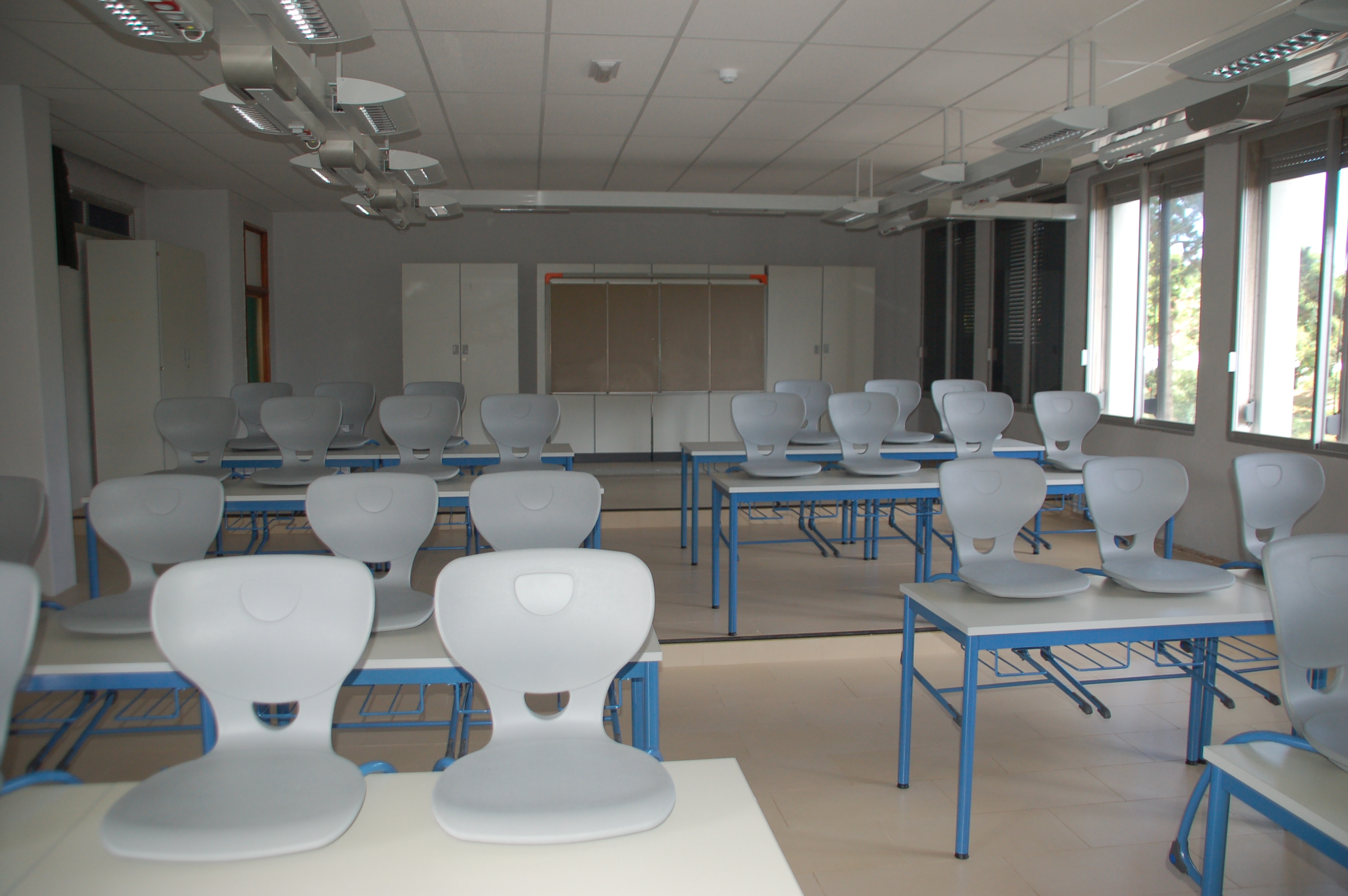
Unterrichtsraum